# Hapless
Hapless (även benämnd The Jewish Enquirer) är en brittisk komediserie från 2020 hade premiär på Viaplay den 21 mars 2023. Första säsongen består av 6 avsnitt.
I Storbritannien och Irland hade serien premiär den 28 februari 2020 under namnet The Jewish Enquirer. Serien har fått kontrakt på en andra säsong.

## Handling
Serien kretsar kring den, inte alltid framgångsrika, undersökande journalisten Paul Greens arbete på den fjärde största judiska tidningen, The Jewish Enquirer, i Storbritannien.

## Roller i urval
- Tim Downie – Paul Green
- Josh Howie – Simon
- Lucy Montgomery – Naomi